# Wybory parlamentarne w Szwecji w 1985 roku
Wybory parlamentarne w Szwecji odbyły się 15 września 1985.
Frekwencja wyborcza wyniosła 89,9%. Oddano 5 567 022 głosy ważne oraz 48 220 (0,9%) głosów pustych lub nieważnych.

## Wyniki wyborów
| Lista                                          | Liczba głosów | % głosów | +/- % | Liczba mandatów | +/- |
| ---------------------------------------------- | ------------- | -------- | ----- | --------------- | --- |
| Szwedzka Socjaldemokratyczna Partia Robotnicza | 2 487 551     | 44,7     | -0,9  | 159             | -7  |
| Umiarkowana Partia Koalicyjna                  | 1 187 335     | 21,3     | -2,5  | 76              | -10 |
| Ludowa Partia Liberałów                        | 792 268       | 14,2     | +8,3  | 51              | +30 |
| Partia Centrum                                 | 691 258       | 12,4     | -3,1  | 44              | -12 |
| Partia Lewicy – Komuniści                      | 298 419       | 5,4      | -0,2  | 19              | -1  |
| Zieloni                                        | 83 645        | 1,5      | -0,2  | 0               | ±0  |
| inni                                           | 26 546        | 0,5      |       | 0               |     |
| Razem                                          | 5 567 022     | 100      |       | 349             |     |